# 十二所神社 (姫路市)
十二所神社（じゅうにしょじんじゃ）は、兵庫県姫路市にある神社。医薬の神様で、神徳は病気平癒など。末社に、播州皿屋敷の主人公お菊を祀ったお菊神社がある。

## 祭神
少彦名大神

## 概要
社伝によると、928年（延長6年）疫病の流行に里人が大変苦しんでいたところ、一夜にして12本の蓬が生えた。そこに、少彦名神が現れ、この蓬で疫病を治癒すべしとの神託があった。神託通りに里人の病は癒え、感謝した里人が少彦名神を南畝町字大将軍に祭祀した。
1175年（安元元年）現在地に遷座された。姫路城の裏鬼門（南西）に当たることから、藩政時代に元御旅所の現在地に遷座されたという説もある。
1945年（昭和20年）姫路空襲で罹災。境内が縮小された。12本の蓬にちなんで、社名は十二所神社、神紋は蓬の葉。拝殿が東向きという特徴がある。社名から、近隣は十二所前町、国道2号（東行き一方通行）の西行き車線の機能を持つ市道は十二所前線と呼ばれる。

## お菊神社

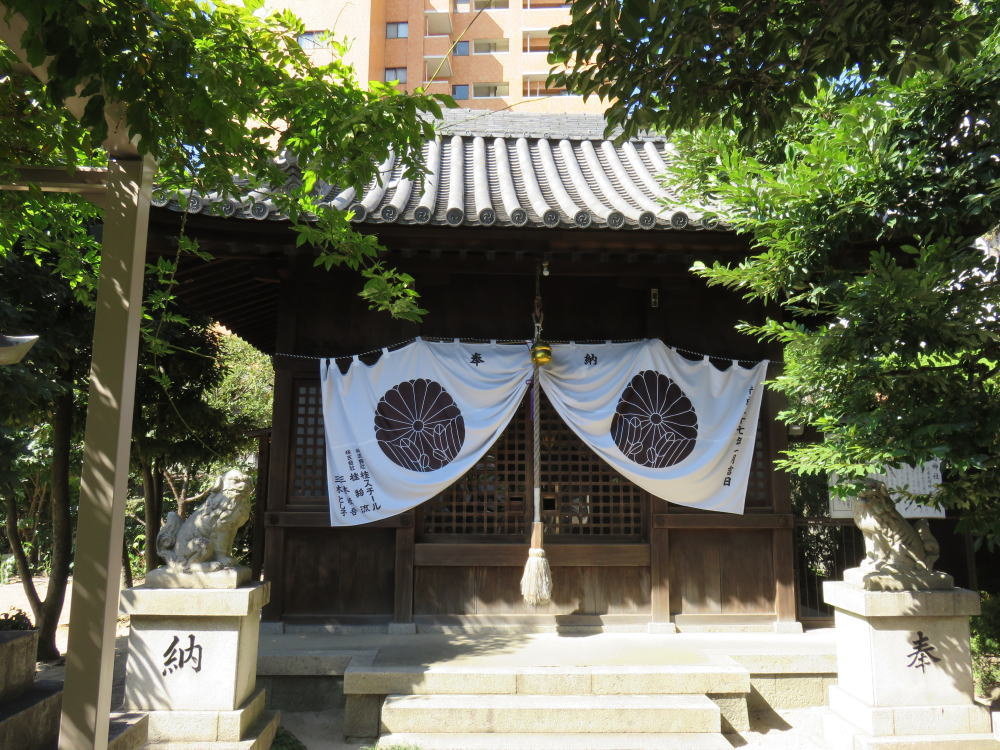
お菊神社

祭神は「菊姫命（お菊）」。お菊が十二所神社に参詣していたという伝承から祀られているようである。蓬や菊は薬草でもあり、医薬の神としての菊を祀った神社に、お菊伝説が重ねられて「お菊神社」になったとも考えられる。

## 所在地
姫路市十二所前町120

## 交通アクセス
JR山陽本線姫路駅、山陽電鉄山陽姫路駅下車、大手前通り白銀交差点を西へ約400m。